# Antiche unità di misura del circondario di Parma
Sono qui riportate le conversioni tra le antiche unità di misura in uso nel circondario di Parma e il sistema metrico decimale, così come stabilite ufficialmente nel 1877.
Nonostante l'apparente precisione nelle tavole, in molti casi è necessario considerare che i campioni utilizzati (anche per le tavole di epoca napoleonica) erano di fattura approssimativa o discordanti tra loro.

## Misure di lunghezza
| Comuni                    | Denominazione             | Valore   | Unità |
| ------------------------- | ------------------------- | -------- | ----- |
| Tutti i comuni meno Varsi | Braccio da panno          | 0,639500 | m     |
| Tutti i comuni meno Varsi | Braccio da seta           | 0,587750 | m     |
| Tutti i comuni meno Varsi | Braccio da legname e muro | 0,545167 | m     |
| Tutti i comuni meno Varsi | Pertica                   | 3,271000 | m     |
| Varsi                     | Braccio mercantile        | 0,675000 | m     |
| Varsi                     | Braccio da muro           | 0,469565 | m     |
| Varsi                     | Trabucco                  | 2,817391 | m     |

Il braccio da panno e quello da seta si dividono in metà, terzi, quarti, sesti, ottavi e sedicesimi.
Il braccio da legname e da muro si divide in 12 once, l'oncia in 12 punti, il punto in 12 atomi.
La pertica, base delle misure agrarie, si divide in 6 braccia da muro.
Le misure usate nel comune di Varsi sono quelle della città di Piacenza.
Il braccio mercantile, che si usa per tutte le qualità di stoffe e tessuti, si divide in metà, terzi, quarti, sesti, ottavi e sedicesimi.
Il braccio da muro si divide in 12 once, l'oncia in 12 punti, il punto in 12 atomi.
Il trabucco, base delle misure agrarie, è di sei braccia da muro.
Due trabucchi fanno una canna.

## Misure di superficie
| Comuni         | Denominazione       | Valore    | Unità |
| -------------- | ------------------- | --------- | ----- |
| Tutti i comuni | Pertica quadrata    | 10,6994   | m²    |
| Tutti i comuni | Biolca              | 3081,4390 | m²    |
| Varsi          | Pertica di Piacenza | 762,0186  | m²    |

La biolca di Parma si divide in 6 staia, lo staio in 12 tavole, la tavola in 4 pertiche quadrate, la pertica in 36 braccia quadrate.
La tavola si divide anche in 12 piedi di tavola, il piede in 12 once, l'oncia in 12 punti, il punto in 12 atomi di tavola.
La pertica di Piacenza usata in Varsi è di 96 trabucchi quadrati, e si divida in 24 tavole, la tavola agraria in 12 piedi o braccia agrarie, il piede in 12 once, l'oncia in 12 punti, il punto in 12 atomi agrari.

## Misure di volume
| Comuni                    | Denominazione         | Valore   | Unità |
| ------------------------- | --------------------- | -------- | ----- |
| Tutti i comuni meno Varsi | Quadretto             | 162,027  | L     |
| Tutti i comuni meno Varsi | Passo                 | 4860,815 | L     |
| Varsi                     | Quadretto di Piacenza | 103,535  | L     |

Il quadretto o braccio cubo si divide in 12 once, l'oncia in 12 punti, il punto in 12 atomi.
Il passo, misura per la legna da fuoco, è di 30 quadretti.
In Varsi 216 Quadretti fanno il pilotto, misura per la legna da fuoco.

## Misure di capacità per gli aridi
| Comuni                    | Denominazione        | Valore  | Unità |
| ------------------------- | -------------------- | ------- | ----- |
| Tutti i comuni meno Varsi | Staio da grano       | 47,0400 | L     |
| Tutti i comuni meno Varsi | Staio per la calce   | 48,9400 | L     |
| Tutti i comuni meno Varsi | Staio per il carbone | 48,88   | L     |
| Varsi                     | Staio di Piacenza    | 34,8200 | L     |

Lo staio da grano si divide in 2 mine, la mina in 8 quartarole, la quartarola in 2 mezze quartarole, la mezza quartarola in 2 quartini, il quartino in 2 mezzi quartini.
Dopò il 1816 epoca del ripristinamento del vecchio sistema di misure entrò in uso uno staio da grano eguale a litri 45,45, non ancora dimenticato nei contratti privati.
Lo staio da calce si divide in 4 quartari.
Lo staio da carbone in 16 quartarole.
Lo staio di Piacenza, usato in Varsi, si divide in 2 mine, oppure in 15 coppelli, il coppello si divide in 2 mezzi, ed in 4 quarti di coppello.

## Misure di capacità per i liquidi
| Comuni                    | Denominazione        | Valore   | Unità |
| ------------------------- | -------------------- | -------- | ----- |
| Tutti i comuni meno Varsi | Brenta               | 71,6720  | L     |
| Tutti i comuni meno Varsi | Pozzola per il latte | 0,333300 | L     |
| Varsi                     | Brenta               | 75,7712  | L     |

La brenta si divide in 36 pinte, la pinta in 2 boccali, il boccale in 2 mezzi.
La pozzola si divide in 2 mezze, 8 pozzole fanno un bariletto, 8 bariletti fanno una secchia.
La brenta di Piacenza usata in Varsi si divide in 48 pinte, la pinta in 2 boccali, il boccale in 2 mezzi boccali.

## Pesi
| Comuni                    | Denominazione | Valore  | Unità |
| ------------------------- | ------------- | ------- | ----- |
| Tutti i comuni meno Varsi | Libbra        | 328,000 | g     |
| Varsi                     | Libbra        | 317,517 | g     |

La libbra si divide in 12 once, l'oncia in 24 denari, il denaro in 24 grani.
25 libbre fanno un peso.
Gli orefici usano il marco milanese di grammi 234,997.